# Beibit Zhukayev
Beibit Zhukayev ( en ruso: Бейбит Жукаев). (Aktau, 12 de octubre de 2000) es un tenista kazajo. Al 6 de noviembre de 2024 ocupa la posición 233 del ranking ATP de individuales.

## Carrera
Zhukayev hizo su debut en el circuito ATP en el Astaná Open en 2022, gracias a una invitación (wild card) tanto en individuales como en dobles. Sin embargo, fue eliminado en primera ronda de individuales por Botic van de Zandschulp por un doble 6-1.
Consiguió su primer título Challenger el 5 de noviembre de 2023, venciendo a Aidan Mayo en la final del Challenger de Charlotteville por 6-4, 6-3.
Zhukayev hizo su debut en la fase de clasificación de un Masters 1000 en Shanghái 2023. Tras superar la clasificación, logró una victoria en su debut en el cuadro principal ante Stefano Napolitano. Sin embargo, su recorrido se detuvo en segunda ronda al enfrentar al ruso Karen Khachanov, N.° 13 del ranking ATP.
Tras alcanzar los cuartos de final en el Challenger Shenzhen Longhua, Zhukayev logró ingresar al top 250 del ranking ATP el 16 de octubre de 2023.
En mayo de 2024, alcanzó su mejor ranking hasta el momento, posicionándose en el puesto 171 del mundo, gracias a una serie de sólidos resultados en dos Challengers en México y uno China, donde alcanzó los cuartos de final en tres ocasiones.

## Challenger

### Títulos individuales
| N.º | Fecha      | Torneo                       | Superficie | Oponente en la final | Resultado |
| --- | ---------- | ---------------------------- | ---------- | -------------------- | --------- |
| 1.  | 05.11.2023 | Challenger de Charlotteville | Dura       | Aidan Mayo           | 6-4, 6-3  |

### Finalista
| N.º | Fecha      | Torneo                       | Superficie | Oponente en la final | Resultado |
| --- | ---------- | ---------------------------- | ---------- | -------------------- | --------- |
| 1.  | 05.06.2023 | Challenger de Charlotteville | Dura       | Mark Lajal           | 4–6, 5–7  |